# 64 Dywizja Strzelecka (ZSRR)
64 Dywizja Strzelecka (ros. 64-я стрелковая дивизия) – związek taktyczny piechoty Armii Czerwonej.
Dywizja Strzelców – sformowana w Zachodnim Specjalnym Wojennym Okręgu. W czerwcu 1941 roku razem ze 108 Dywizją Piechoty należała do 44 Korpusu Strzeleckiego, 13 Armii Frontu Zachodniego, i prowadziła działania bojowe w rejonie Mińska.
I- sformowania przekształcona w 7 Dywizję Strzelecką Gwardii.

## Dowódcy dywizji
- płk Aleksiej Michajłowicz (był w 1939)[3]
- płk Siergiej Jowlew[2]

## Struktura organizacyjna
W jej skład wchodziły: 
- 30 Pułk Strzelecki
- 159 Pułk Strzelecki
- 288 Pułk Strzelecki
- 163 Pułk Artylerii
- 219 pułk artylerii haubic
- 332 samodzielny batalion czołgów[4]
- batalion przeciwpancerny,
- batalion artylerii przeciwlotniczej,
- batalion zwiadu,
- batalion saperów
- inne służby.